# Mamma in un istante
Mamma in un istante (Instant Mom) è una sit-com statunitense prodotta dal 2013 al 2015.

## Episodi
| Stagioni         | Episodi | Prima TV USA | Prima TV Italia |
| ---------------- | ------- | ------------ | --------------- |
| Prima stagione   | 23      | 2013-2014    | 2014-2015       |
| Seconda stagione | 16      | 2014-2015    | 2015-2016       |
| Terza stagione   | 26      | 2015         | 2016            |